# Denver (Indiana)
Denver est une municipalité située dans le comté de Miami, dans l’État de l'Indiana, aux États-Unis. Lors du recensement de 2020, elle comptait 478 habitants.